# Мансур Арслан-хан
Мансур Арслан-хан (д/н — 1024) — великий каган Государства караханидов с 1017 по 1024 года. Полное имя Нураддин Мансур Арсланхан Абу'л-Музаффар.

## Биография
Происходил из династии Караханидов. Сын великого кагана Али Арслан-хана, после смерти которого стал верным помощником брата Ахмеда ибн Али, ставшего новым великим каганом.
В 1013 году становится правителем Мавераннахра, а в 1017 году после смерти Ахмада становится великим каганом. Вскоре назначает младшим правителем своего небожителя Мухаммад Тоган-хана, который отвечал за восточные владения. Вскоре последний вступил в противостояние с Юсуф Кадыр-ханом, правителем Хотана. Борьба с последним продолжалась до самой смерти. К тому времени углубился кризис в государстве из-за центробежных тенденций. В 1020 году власть в Бухаре и Самарканде захватил другой покойный Мансура — Али ибн Гасан. Попытки выбить его оттуда не увенчались успехом.
Мансур Арслан-хан умер в 1024 году. Ему унаследовал Мухаммад Тоган-хан.